# ADAP1
ADAP1 (англ. ArfGAP with dual PH domains 1) — білок, який кодується однойменним геном, розташованим у людей на короткому плечі 7-ї хромосоми. Довжина поліпептидного ланцюга білка становить 374 амінокислот, а молекулярна маса — 43 395.
| 10         |  | 20         |  | 30         |  | 40         |  | 50         |
| ---------- |  | ---------- |  | ---------- |  | ---------- |  | ---------- |
| MAKERRRAVL |  | ELLQRPGNAR |  | CADCGAPDPD |  | WASYTLGVFI |  | CLSCSGIHRN |
| IPQVSKVKSV |  | RLDAWEEAQV |  | EFMASHGNDA |  | ARARFESKVP |  | SFYYRPTPSD |
| CQLLREQWIR |  | AKYERQEFIY |  | PEKQEPYSAG |  | YREGFLWKRG |  | RDNGQFLSRK |
| FVLTEREGAL |  | KYFNRNDAKE |  | PKAVMKIEHL |  | NATFQPAKIG |  | HPHGLQVTYL |
| KDNSTRNIFI |  | YHEDGKEIVD |  | WFNALRAARF |  | HYLQVAFPGA |  | GDADLVPKLS |
| RNYLKEGYME |  | KTGPKQTEGF |  | RKRWFTMDDR |  | RLMYFKDPLD |  | AFARGEVFIG |
| SKESGYTVLH |  | GFPPSTQGHH |  | WPHGITIVTP |  | DRKFLFACET |  | ESDQREWVAA |
| FQKAVDRPML |  | PQEYAVEAHF |  | KHKP       |  |            |  |            |

A: Аланін

C: Цистеїн

D: Аспарагінова кислота

E: Глутамінова кислота

F: Фенілаланін

G: Гліцин

H: Гістидин

I: Ізолейцин

K: Лізин

L: Лейцин

M: Метіонін

N: Аспарагін

P: Пролін

Q: Глутамін

R: Аргінін

S: Серин

T: Треонін

V: Валін

W: Триптофан

Кодований геном білок за функціями належить до активаторів гтфаз, фосфопротеїнів. 
Задіяний у таких біологічних процесах, як ацетилювання, альтернативний сплайсинг. 
Білок має сайт для зв'язування з іонами металів, іоном цинку. 
Локалізований у цитоплазмі, ядрі.